# Cyprian Norwid
Cipriano Kamil Norwid, também conhecido só como Cyprian Norwid (Głuchy, 24 de setembro de 1821 - Paris, 23 de maio de 1883) foi um poeta, dramaturgo, pintor e escultor polonês, natural da aldeia de Głuchy, perto de Varsóvia. É considerado como um dos românticos da segunda geração.

## Vida
Foi um poeta, dramaturgo, pintor e escultor polonês de  renome nacional. Ele nasceu na aldeia de Laskowo-Głuchy perto de Varsóvia. Um de seus ancestrais maternos foi o rei polonês João III Sobieski. 
Norwid é considerado um da segunda geração de românticos. Ele escreveu muitos poemas conhecidos, incluindo Fortepian Szopena ("Piano de Chopin"), Moja piosnka [II] ("Minha Canção [II]") e Bema pamięci żałobny-rapsod (Uma rapsódia fúnebre em memória do General Bem). Norwid levou uma vida trágica e muitas vezes pobre (uma vez que ele teve que viver em uma cripta de cemitério). Ele experimentou crescentes problemas de saúde, amor não correspondido, críticas severas e crescente isolamento social. Ele viveu no exterior a maior parte de sua vida, especialmente em Londres e, em Paris, onde morreu.
O estilo original e não-conformista de Norwid não foi apreciado em sua vida e, em parte devido a esse fato, ele foi excluído da alta sociedade. Seu trabalho só foi redescoberto e apreciado pelo movimento artístico Jovem Polônia (Polonês: Młoda Polska) do final do século XIX e início do século XX. Ele é agora considerado um dos quatro poetas românticos poloneses mais importantes. Outros historiadores literários, entretanto, consideram isso uma simplificação exagerada e consideram seu estilo mais característico do classicismo e do parnasianismo.

## Trabalhos

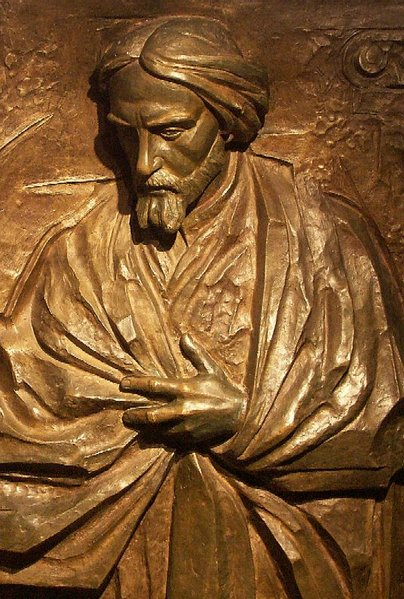
Baixo-relevo de Norwid, Catedral de Wawel

O trabalho mais extenso de Norwid, Vade mecum, escrito entre 1858 e 1865, foi publicado pela primeira vez um século após sua morte. Algumas das obras de Norwid foram traduzidas para o inglês por Walter Whipple e Danuta Borchardt nos Estados Unidos da América e por Jerzy Pietrkiewicz e Adam Czerniawski na Grã-Bretanha.

### Em inglês
- The Larva
- Mother Tongue (Język ojczysty)
- My Song
- To Citizen John Brown (Do obywatela Johna Brown)
- What Did You Do to Athens, Socrates? (Coś ty Atenom zrobił Sokratesie...)
- In Verona (W Weronie) translated by Jarek Zawadzki

### Em polonês
- Fortepian Szopena
- Assunta (1870)

### Em bengali
- Poems of Cyprian Norwid (কামিল নরভিদের কবিতা) traduzidos para a língua bengali por Annonto Uzzul.